# Jay Oliva
Pour les articles homonymes, voir Oliva.
Jay Oliva est réalisateur de vidéofilms et séries d'animation et dessinateur de storyboards né en 1976. Il a réalisé de nombreux films d'animation pour Warner Bros. Animation / DC Entertainment.

## Biographie
Il étudie à la Servite High School puis à l'université Loyola Marymount.
Il débute comme animateur sur la série d'animation de la Fox, Spider-Man, l'homme-araignée, en 1996. En 1997, il part chez Sony Pictures Animation où il travaille aux storyboards de Extrême Ghostbusters. Il reste chez Sony pendant 5 ans et travaille notamment sur Godzilla, la série, Starship Troopers et Jackie Chan. Après avoir quitté Sony, il participe à la série He-Man and the Masters of the Universe diffusée sur Cartoon Network. Il s'occupe ensuite des storyboards de la première saison de The Batman, avant de revenir chez Sony pour la dernière saison de Jackie Chan.
Dès 2005, il participe à de nombreuses adaptations de DC Comics, comme Teen Titans : Les Jeunes Titans et La Ligue des justiciers. Il collabore cependant parfois avec Marvel Animation, pour The Invincible Iron Man, Doctor Strange: The Sorcerer Supreme et Next Avengers: Heroes of Tomorrow. À partir de 2007, il collabore également avec Disney pour la série Mes amis Tigrou et Winnie.
Il dirige ensuite Batman: The Dark Knight Returns, adaptation de la série de comics du même nom de Frank Miller. Le film sort en deux parties en 2012 et 2013. Les critiques sont très positives, il obtient même un 100% d'opinions favorables sur Rotten Tomatoes.
En 2013, Jay Oliva dessine pour la première fois des storyboards pour le cinéma avec Man of Steel de Zack Snyder.

## Filmographie
Sauf indication contraire, les informations mentionnées dans cette section peuvent être confirmées par la base de données cinématographiques IMDb,  présente dans la section « Liens externes ».

### Réalisateur
- 1999-2000 : Starship Troopers (Roughnecks: Starship Troopers Chronicles) - 6 épisodes
- 2000 : Heavy Gear: The Animated Series
- 2004-2005 : Jackie Chan (Jackie Chan Adventures) - 3 épisodes
- 2007 : The Invincible Iron Man (vidéo) (coréalisé avec Patrick Archibald)
- 2007 : Doctor Strange: The Sorcerer Supreme (vidéo) (coréalisé avec Patrick Archibald, Dick Sebast et Frank Paur)
- 2008 : Next Avengers: Heroes of Tomorrow (vidéo) (coréalisé avec Gary Hartle)
- 2010-2012 : La Ligue des justiciers : Nouvelle Génération (Young Justice) - 10 épisodes
- 2011 : Green Lantern : Les Chevaliers de l'Émeraude (vidéo) (coréalisé avec Christopher Berkeley et Lauren Montgomery)
- 2012 : Batman: The Dark Knight Returns, partie 1 (vidéo)
- 2013 : Hero Factory - 1 épisode
- 2013 : Batman: The Dark Knight Returns, partie 2 (vidéo)
- 2013 : La Ligue des justiciers : Le Paradoxe Flashpoint (Justice League: The Flashpoint Paradox) (vidéo)
- 2014 : La Ligue des justiciers : Guerre (Justice League: War) (vidéo)
- 2014 : Batman : Assaut sur Arkham (Batman: Assault on Arkham) (vidéo) (coréalisé avec Ethan Spaulding)
- 2015 : Batman vs. Robin (vidéo)
- 2016 : Batman : Mauvais Sang (Batman: Bad Blood) (vidéo)
- 2017 : Justice League Dark (vidéo)

### Storyboardeur
- 1997 : Extrême Ghostbusters (Extreme Ghostbusters) - 13 épisodes
- 1998-1999 : RoboCop : Alpha Commando - 40 épisodes
- 1998-2001 : Godzilla, la série (Godzilla: The Series) - 12 épisodes
- 2002 : He-Man and the Masters of the Universe: The Beginning (téléfilm) de Gary Hartle
- 2002-2003 : He-Man and the Masters of the Universe - 9 épisodes
- 2001-2004 : Jackie Chan (Jackie Chan Adventures) - 4 épisodes
- 2004-2005 : Batman (The Batman) - 4 épisodes
- 2005 : Stuart Little 3 : En route pour l'aventure (Stuart Little 3: Call of the Wild) d'Audu Paden
- 2005 : The Boondocks - 1 épisode
- 2005-2006 : Teen Titans : Les Jeunes Titans (Teen Titans) - 4 épisodes
- 2005-2006 : La Ligue des justiciers (Justice League) - 2 épisodes
- 2006 : Ben 10 - 1 épisode
- 2007 : Superman : Le Crépuscule d'un dieu (Superman: Doomsday) (vidéo) de Lauren Montgomery, Bruce Timm et Brandon Vietti
- 2007 : Mes amis Tigrou et Winnie (My Friends Tigger and Pooh) - 6 épisodes
- 2007 : Mes amis Tigrou et Winnie : Un Noël de super détectives (Pooh's Super Sleuth Christmas Movie) (téléfilm)
- 2008 : Spectacular Spider-Man (The Spectacular Spider-Man) - 2 épisodes
- 2009 : Hulk Vs (vidéo) de Frank Paur et Sam Liu
- 2009 : Wonder Woman (vidéo) de Lauren Montgomery
- 2009 : Tigrou et Winnie, la comédie musicale (Tigger & Pooh and a Musical Too) (vidéo) de David Hartman et Don Mackinnon
- 2009 : Green Lantern : Le Complot (Green Lantern: First Flight) (vidéo) de Lauren Montgomery
- 2008-2009 : Batman : L'Alliance des héros (Batman: The Brave and the Bold) - 5 épisodes
- 2009 : Superman/Batman : Ennemis publics (Superman/Batman: Public Enemies) (vidéo) de Sam Liu
- 2009-2010 : Ben 10: Alien Force - 2 épisodes
- 2010 : La Ligue des justiciers : Conflit sur les deux Terres (Justice League: Crisis on Two Earths) (vidéo) de Lauren Montgomery et Sam Liu
- 2010 : Batman et Red Hood : Sous le masque rouge (Batman: Under the Red Hood) (vidéo) de Brandon Vietti
- 2010 : Superman/Batman : Apocalypse (vidéo) de Lauren Montgomery
- 2010-2011 : Scooby-Doo : Mystères associés (Scooby-Doo! Mystery Incorporated) - 3 épisodes
- 2011 : All-Star Superman (vidéo) de Sam Liu
- 2011 : Green Lantern : Les Chevaliers de l'Émeraude (vidéo) de Christopher Berkeley, Lauren Montgomery et lui-même
- 2011 : Batman: Year One (vidéo) de Lauren Montgomery et Sam Liu
- 2010-2012 : Avengers : L'Équipe des super-héros (The Avengers: Earth's Mightiest Heroes)
- 2013 : Man of Steel de Zack Snyder (non crédité)
- 2014 : 300 : La Naissance d'un empire (300: Rise of an Empire) de Noam Murro
- 2015 : La Ligue des justiciers : Le Trône de l'Atlantide (Justice League: Throne of Atlantis) (vidéo) d'Ethan Spaulding
- 2015 : Bob l'éponge, le film : Un héros sort de l'eau (The SpongeBob Movie: Sponge Out of Water) de Paul Tibbitt
- 2015 : Flash (The Flash)
- 2015 : Ant-Man de Peyton Reed
- 2015 : La Ligue des justiciers : Dieux et Monstres (Justice League: Gods and Monsters) (vidéo) de Sam Liu
- 2016 : Batman v Superman : L'Aube de la justice (Batman v Superman: Dawn of Justice) de Zack Snyder